# کیم یون سو
کیم یون سو (کره‌ای: 김윤서؛ زادهٔ ۲۸ مارس ۱۹۸۶) با نام تولد کیم گا اون (김가은)، بازیگر اهل کره جنوبی است.

## حرفه
کیم یون سو فعالیت بازیگری خود را در سال ۲۰۰۹ آغاز کرد و در مجموعه‌های تلویزیونی همچون نقاب شیشه‌ای (۲۰۱۲)، تو بهترینی (۲۰۱۳) و ۴ جادوگر افسانه‌ای (۲۰۱۴) در نقش‌های مکمل ظاهر شد.
در اکتبر ۲۰۲۲، او قراردادی با آژانس جدید اس‌بی‌دی انترتینمنت امضا کرد.